# Сергованцев, Николай Михайлович
Николай Михайлович Сергованцев (9 декабря 1934 — 30 июля 2012) — русский советский писатель. Заслуженный работник культуры РФ.
Известен как автор книги «Мамин-Сибиряк» в серии «ЖЗЛ», за написание которой удостоен Премии Эдуарда Володина (2005) и Премии имени Д. Н. Мамина-Сибиряка (2006). Был членом Высшего творческого совета Союза писателей России, консультантом по работе с писательскими организациями СНГ.

## Биография
Родился в семье раскулаченных крестьян. Вырос в бараках Магнитогорска. Окончил Тамбовский педагогический институт (1957, с отличием), преподавал в средней школе, затем — учился в Литературном институте имени Горького, однокурсниками были Иван Дроздов, Константин Евграфов, Лев Щеглов. По завершении учёбы сотрудничал в литературных журналах «Октябрь», «Огонёк», «Наш современник», был главным редактором издательства «Советская Россия».
Сын — Денис Сергованцев